# Vernon (Alabama)
Vernon é uma cidade localizada no estado americano de Alabama, no Condado de Lamar.

## Demografia
Segundo o censo americano de 2000, a sua população era de 2143 habitantes.
Em 2006, foi estimada uma população de 1927, um decréscimo de 216 (-10.1%).

## Geografia
De acordo com o United States Census Bureau, a localidade tem uma área de 15,3 km², sem área coberta por água. Vernon localiza-se a aproximadamente 118 m acima do nível do mar.

## Localidades na vizinhança
O diagrama seguinte representa as localidades num raio de 24 km ao redor de Vernon.